# Pycnophallium afranius
Pycnophallium afranius är en fjärilsart som beskrevs av Hans Fruhstorfer 1922. Pycnophallium afranius ingår i släktet Pycnophallium och familjen juvelvingar. Inga underarter finns listade.